# Condor 10
Le Condor 10 (ou HSC Condor 10)  est un navire à grande vitesse exploité par la Condor ferries  de 1993 à 2010 en tant que catamaran - ferry. Il a été construit par le chantier Incat Group of Companies à Hobart en Tasmanie en 1992-1993.
Il faisait la traversée journalière Saint-Malo - Jersey - Guernesey.
Il a été remplacé par le Condor Rapide en juin 2010.